# Cmentarz wojenny nr 274 – Przyborów
Cmentarz wojenny nr 274 - Przyborów – cmentarz z I wojny światowej znajdujący się we wsi Przyborów w województwie małopolskim, w powiecie brzeskim, w gminie Borzęcin. Jest jednym z 400 zachodniogalicyjskich cmentarzy wojennych zbudowanych przez Oddział Grobów Wojennych C. i K. Komendantury Wojskowej w Krakowie. W VIII okręgu brzeskim cmentarzy tych jest 52. 

## Położenie
Najprościej jest dotrzeć do cmentarza od szosy Szczepanów – Przyborów. W lesie, za figurką Chrystusa Frasobliwego odchodzi na lewo boczna droga, cmentarz znajduje się na bezleśnym terenie, pomiędzy zabudowaniami, w odległości około 300 m od szosy Szczepanów - Przyborów.

## Historia
Pochowano tutaj żołnierzy armii austriackiej i rosyjskiej, którzy zginęli w walkach na okolicznych terenach w dniach 19-22 listopada 1914 roku. Był to okres ciągłych porażek armii austro-węgierskiej. Po przełamaniu przez Rosjan linii obronnej na Dunajcu Austriacy utworzyli kolejną nad Uszwicą, przebiegała ona m.in. przez miejscowość Przyborów. Korpus lwowski usiłował powstrzymać napierające wojska rosyjskie, został jednak wyparty. Doszło tutaj wówczas do szeregu potyczek,podczas których ginęło kilkuset żołnierzy, część z nich została pochowana na cmentarzu w Przyborowiu, pozostali na cmentarzach wojennych w sąsiednich miejscowościach. Ogółem na cmentarzu pochowano 130 żołnierzy, w tym:
- 130 żołnierzy armii austro-węgierskiej
- 38 żołnierzy armii rosyjskiej

## Opis cmentarza
Cmentarz zbudowano na planie prostokąta. Ogrodzenie stanowią murowane z betonowych elementów szerokie słupki, pomiędzy którymi wkomponowano przęsła z rur żelaznych oparte na dodatkowych, żelaznych słupkach. Wejście przez niską, dwuskrzydłową furtkę wykonaną z takich samych żelaznych rur. Głównym elementem ozdobnym jest wkomponowana w jeden bok ogrodzenia ściana pomnikowa. Na jej środku znajduje się wysoki prostokątny portal, murowany z takich samych elementów jak ogrodzenie. W jego świetle zamontowano duży betonowy krzyż jednoramienny, pod nim tablicę z napisem: WIR TRUGEN STEINE ZU DES/ FRIEDENS BAU/ IM KAMPFE OPFERND UNSER/ BLUT UND LEBEN. Wewnątrz ogrodzenia jest kilka nagrobków składających się z betonowych cokołów z tabliczkami, zwieńczonych żeliwnymi krzyżami. Napisy na tabliczkach są mocno już zatarte. Jeden z nich (Wojtek Flak) wskazuje, że pochowano tutaj również żołnierzy polskiej narodowości.

## Losy cmentarza
Wkrótce po zajęciu tego terenu część poległych żołnierzy w płytkich grobach pochowali Rosjanie, część miejscowa ludność. W roku 1915, po zwycięstwie połączonych sił austriackich i niemieckich w bojach pod Krakowem i Limanową, Austriacy przystąpili do budowy cmentarzy wojennych, na które przeniesiono ciała żołnierzy ekshumowanych z dotychczasowych, prowizorycznych grobów.
Austriacy budowali cmentarze wojenne planując, że będą one stanowiły miejsce spotkań patriotycznych. Po II wojnie ranga cmentarza w świadomości społeczeństwa i ówczesnych władz zmalała, przybyły bowiem nowe, świeższe cmentarze i dramatyczne historie nowej wojny. Przeszkadzały też niemieckie napisy. Dopiero od lat 80. zaczęto bardziej dbać o cmentarze z I wojny światowej. Należy podkreślić, że Austriacy na tym samym miejscu chowali zarówno swoich żołnierzy, jak i żołnierzy wroga, i z jednakową pieczołowitością wykonywali ich nagrobki. Nie było już tak później, w czasie II wojny światowej.
Cmentarz w Przyborowiu budowany był na polach uprawnych, z dala od zabudowań. Obecnie otoczony został nową zabudową. W pobliżu cmentarza, nieco poza jego ogrodzeniem znajduje się jeszcze jeden, nieopisany grób. 

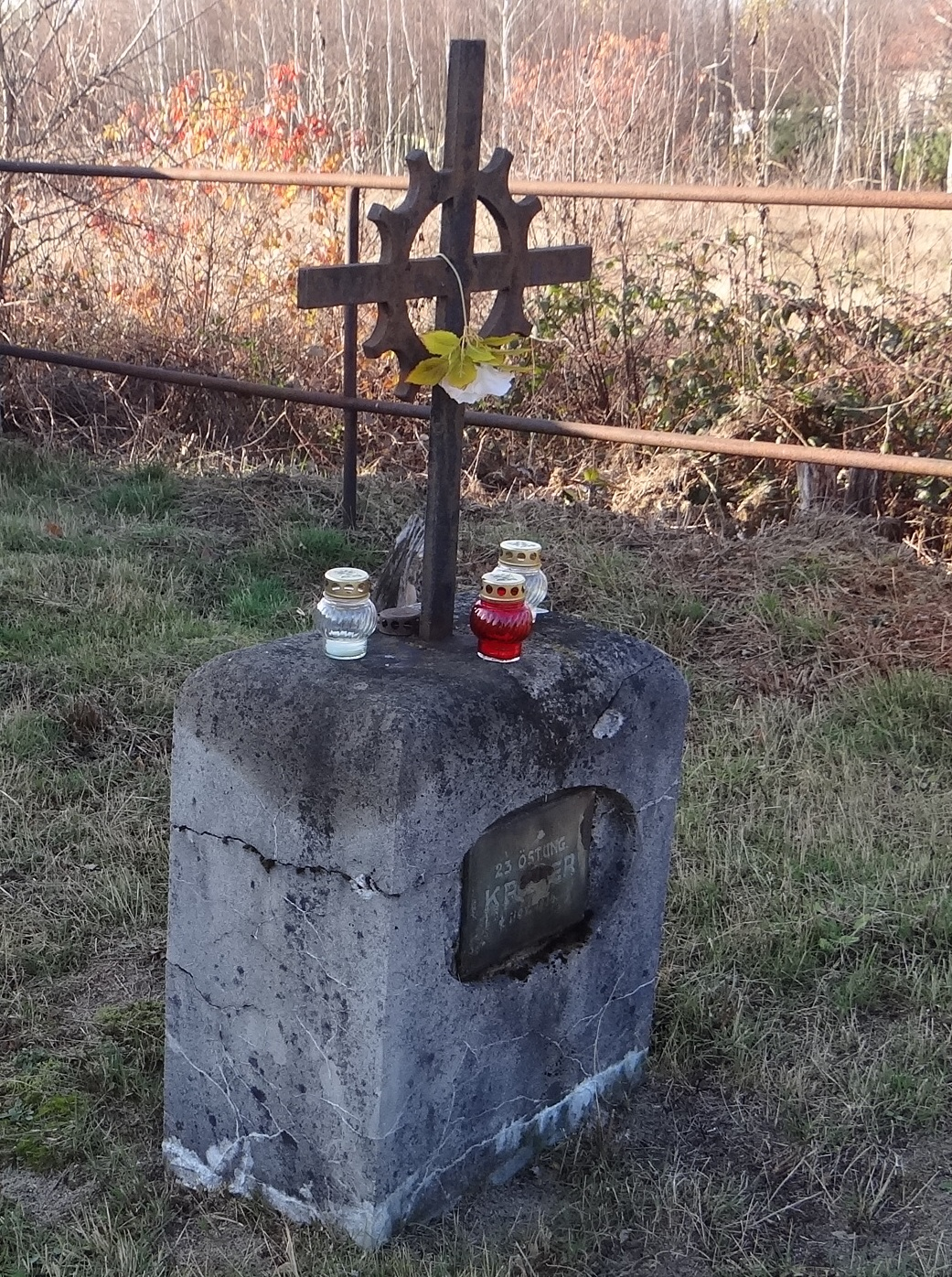
Jeden z nagrobków
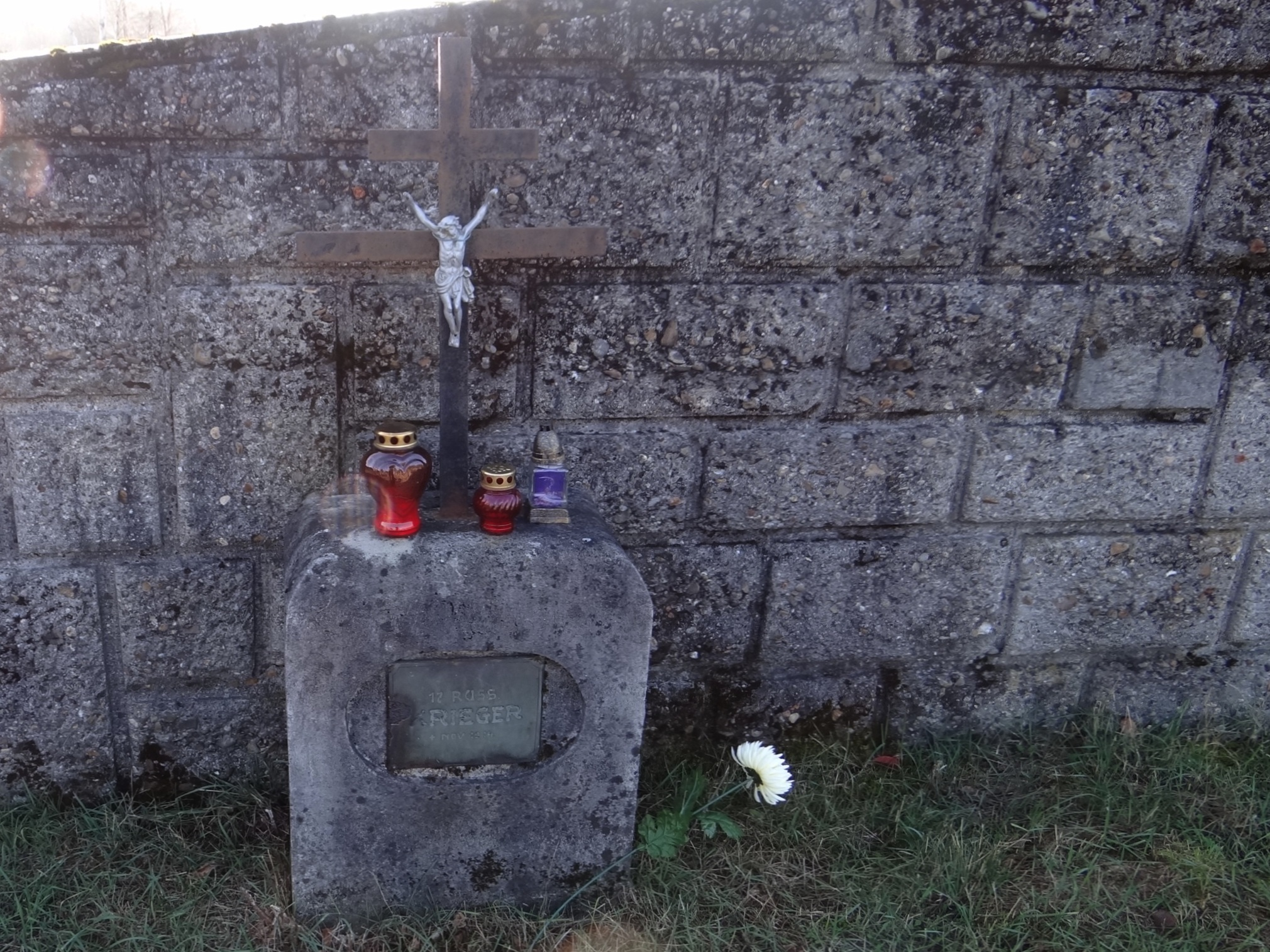
Nagrobek żołnierzy rosyjskich
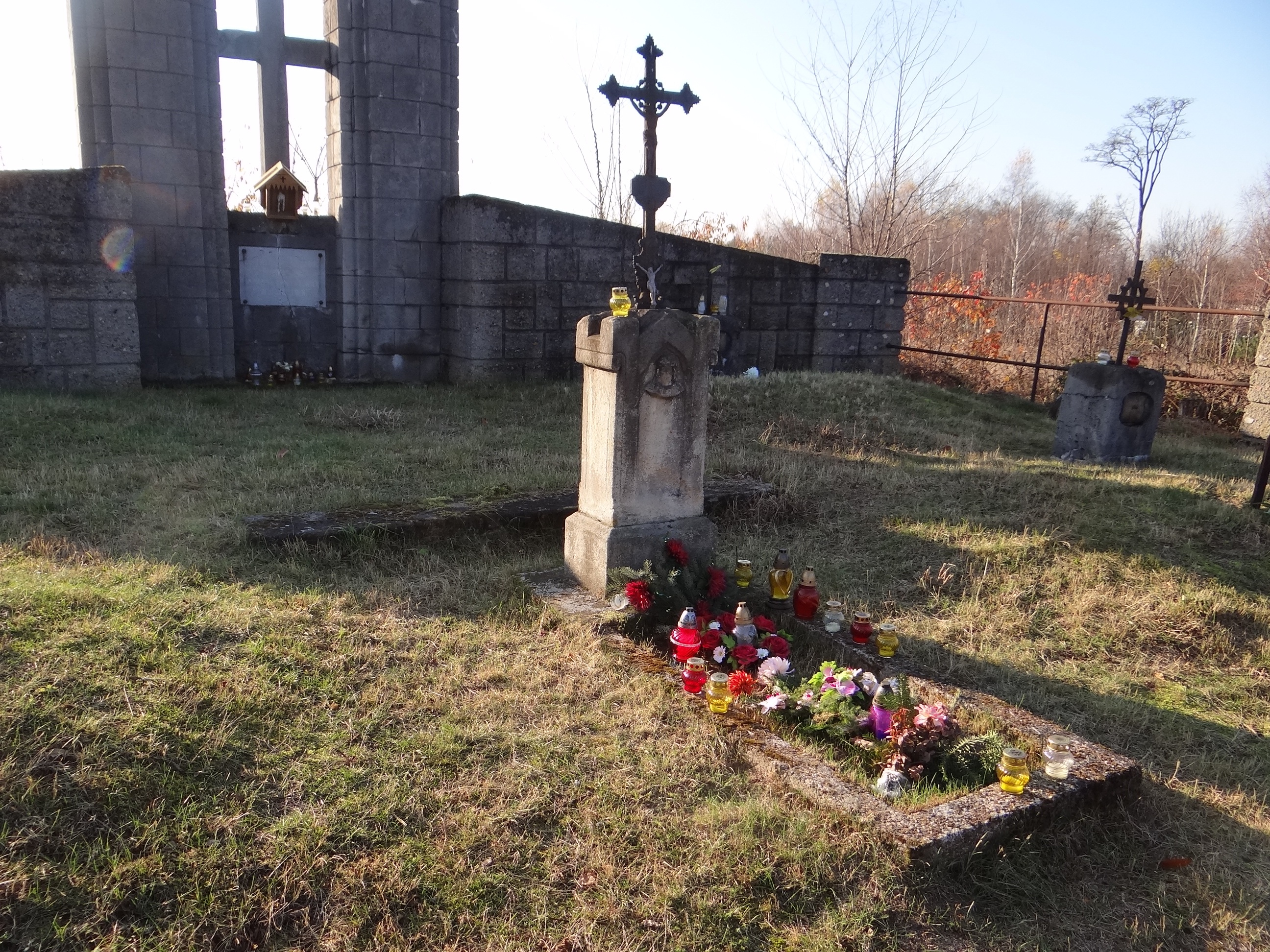
Ściana pomnikowa